# Mario Nasalli Rocca di Corneliano
Mario Nasalli Rocca di Corneliano (ur. 12 sierpnia 1903 w Piacenzy, zm. 9 listopada 1988 w Rzymie) – włoski duchowny katolicki, kardynał.

## Życiorys
Studiował na uczelniach rzymskich – Papieskim Seminarium Rzymskim, Athenaeum św. Apolinarego oraz Papieskiej Akademii Duchownej; przyjął święcenia kapłańskie 9 kwietnia 1927 r. w Rzymie. Był wieloletnim duszpasterzem w Rzymie oraz kanonikiem bazyliki watykańskiej. Nadano mu tytuły tajnego szambelana papieskiego (1931) i prałata domowego (1949).
Od 29 października 1958 r. sprawował funkcję mistrza Komnaty Papieskiej (z nominacji papieża Jana XXIII); potwierdził go na tym stanowisku Paweł VI 21 czerwca 1963 r. 1 kwietnia 1967 r. mianowany prefektem Pałacu Apostolskiego.
W kwietniu 1969 r. Paweł VI mianował go kolejno arcybiskupem tytularnym Antium (konsekracja 20 kwietnia 1969 w Rzymie przez kardynała Paolo Marellę) oraz kardynałem, z tytułem diakona S. Giovanni Battista decollato. W 1974 r. pełnił funkcję specjalnego wysłannika papieża na uroczystości 100-lecia koronacji obrazu Matki Bożej w Dell’Arco. Brał udział w obu konklawe 1978 r. W czerwcu 1979 r. został podniesiony do godności kardynała prezbitera, zachowując tytuł S. Giovanni Battista decollato pro illa vice.